# Centerville (Minnesota)
Centerville ist eine Stadt im Anoka County im US-Bundesstaat Minnesota. Das U.S. Census Bureau hat bei der Volkszählung 2020 eine Einwohnerzahl von 3.896 ermittelt.

## Geografie
Centerville liegt im Norden der Metropolregion Minneapolis–Saint Paul. Westlich der Stadt gelegen sind die beiden Seen Peltier Lake und Centerville Lake. Der Interstate 35E verläuft östlich der Stadt. Nach Angaben des United States Census Bureau beträgt die Fläche der Stadt 6,2 Quadratkilometer, davon sind knapp 0,7 Quadratkilometer Wasserflächen.

## Geschichte
Centerville wurde Mitte des 19. Jahrhunderts von französisch-kanadischen Einwanderern besiedelt und 1954 als Ort gegründet (offizielle Gründung 11. August 1857). Der Name entstand aufgrund der zentralen Lage zwischen St. Paul, Stillwater und Anoka. Auch deutsche Einwanderer ließen sich in Centerville nieder. Daher teilte sich der Ort ursprünglich in zwei Gebiete: den Westen, wo zahlreiche Deutsche sich niedergelassen hatten und das französisch geprägte Ortszentrum.
Größeres Bevölkerungswachstum setzte erst zum Ende des 20. Jahrhunderts ein. Wurde bei der Volkszählung 1990 mit 1633 Einwohnern erstmals die Grenze von eintausend überschritten, zählte 2000 die Stadt bereits 3202 Einwohner.

### Bevölkerungsentwicklung
| 1970 | 1980 | 1990  | 2000  | 2020  |
| ---- | ---- | ----- | ----- | ----- |
| 534  | 734  | 1.633 | 3.202 | 3.896 |

## Demografische Daten
Nach den Angaben der Volkszählung 2000 leben in Centerville 3202 Menschen in 1077 Haushalten und 878 Familien. Ethnisch betrachtet setzt sich die Bevölkerung aus 96,7 Prozent weißer Bevölkerung, sowie kleineren Minderheiten zusammen. 1,4 Prozent der Einwohner zählen sich zu den Hispanics.
In 50,3 % der 1077 Haushalte leben Kinder unter 18 Jahren, in 72,8 % leben verheiratete Ehepaare, in 5,9 % leben weibliche Singles und 18,4 % sind keine familiären Haushalte. 13,6 % aller Haushalte bestehen ausschließlich aus einer einzelnen Person und in 1,8 % leben Alleinstehende über 65 Jahre. Die durchschnittliche Haushaltsgröße liegt bei 2,97 Personen, die von Familien bei 3,28.
Auf die gesamte Stadt bezogen setzt sich die Bevölkerung zusammen aus 33,6 % Einwohnern unter 18 Jahren, 5,1 % zwischen 18 und 24 Jahren, 42,8 % zwischen 25 und 44 Jahren, 15,2 % zwischen 45 und 64 Jahren und 3,3 % über 65 Jahren. Der Median beträgt 31 Jahre. Etwa 48,6 % der Bevölkerung ist weiblich.
Der Median des Einkommens eines Haushaltes beträgt 63.696 USD, der einer Familie 67.336 USD. Das Pro-Kopf-Einkommen liegt bei 23.113 USD. Etwa 2,4 % der Bevölkerung und 0,6 % der Familien leben unterhalb der Armutsgrenze.